# Unterkonnersreuth
Unterkonnersreuth ist ein Gemeindeteil von Heinersreuth im oberfränkischen Landkreis Bayreuth in Bayern. Unterkonnersreuth liegt in der Gemarkung Cottenbach.

## Geografie
Das Dorf liegt im Talgrund am rechten Ufer des Roten Mains. Im Osten befinden sich der Holzberg 357 m ü. NHN und die Kühnleite (452 m ü. NHN), beides Erhebungen des Obermainischen Hügellands. Gemeindeverbindungsstraßen führen nach Unterwaiz zur Bundesstraße 85 (0,6 km westlich), nach Martinsreuth (0,9 km südöstlich) und zur Kreisstraße BT 14 (1 km nordöstlich).

## Geschichte
Gegen Ende des 18. Jahrhunderts bestand Unterkonnersreuth aus 10 Anwesen (2 Höfe, 3 Halbhöfe, 2 Viertelhöfe, 1 Mühle, 2 Tropfhäuser). Die Hochgerichtsbarkeit stand dem bayreuthischen Stadtvogteiamt Bayreuth zu. Die Dorf- und Gemeindeherrschaft sowie die Grundherrschaft über sämtliche Anwesen hatte das Hofkastenamt Bayreuth.
Von 1797 bis 1810 unterstand der Ort dem Justiz- und Kammeramt Bayreuth. Mit dem Gemeindeedikt wurde Unterkonnersreuth dem 1812 gebildeten Steuerdistrikt Ramsenthal zugewiesen. Zugleich wurde die Ruralgemeinde Unterkonnersreuth gebildet. Sie war in Verwaltung und Gerichtsbarkeit dem Landgericht Bayreuth zugeordnet und in der Finanzverwaltung dem Rentamt Bayreuth. Mit dem Gemeindeedikt von 1818 erfolgte die Eingemeindung nach Cottenbach. Am 1. Mai 1978 wurde Unterkonnersreuth im Zuge der Gebietsreform in Bayern in die Gemeinde Heinersreuth eingegliedert.

### Baudenkmäler
- Haus Nr. 8: Wiesenmühle Unterkonnersreuth

### Einwohnerentwicklung
| Jahr      | 001819 | 001822 | 001861 | 001871 | 001885 | 001900 | 001925 | 001950 | 001961 | 001970 | 001987 |
| Einwohner | 61     | 54     | 98     | 107    | 80     | 88     | 100    | 114    | 91     | 79     | 72     |
| Häuser    |        | 8      |        |        | 13     | 13     | 14     | 14     | 17     |        | 20     |
| Quelle    | [ 9 ]  | [ 6 ]  | [ 10 ] | [ 11 ] | [ 12 ] | [ 13 ] | [ 14 ] | [ 15 ] | [ 16 ] | [ 17 ] | [ 1 ]  |

## Religion
Unterkonnersreuth ist evangelisch-lutherisch geprägt und war ursprünglich nach St. Georgen (Bayreuth) gepfarrt. Seit Mitte des 20. Jahrhunderts ist die Pfarrei Versöhnungskirche (Heinersreuth) zuständig.